# Пам'ятки монументального мистецтва Диканського району
У Диканському районі Полтавської області нараховується 7 пам'яток монументального мистецтва.
| # | назва                       | адреса             |
| - | --------------------------- | ------------------ |
| 1 | Пам'ятник Т.Г.Шевченку      | смт Диканька,центр |
| 2 | Пам'ятник М.В.Гоголю        | смт Диканька,центр |
| 3 | Пам'ятник-бюст Т.Г.Шевченку | с. Байрак          |
| 4 | Пам'ятник В.П.Чкалову       | с. Балясне         |
| 5 | Пам'ятник-бюст Т.Г.Шевченку | с. Чернечий Яр     |
| 6 | Пам'ятник-бюст Т.Г.Шевченку | с. Стасі           |